# 西位輝実
西位 輝実（にしい てるみ、1978年 - ）は、日本のアニメーター、キャラクターデザイナー。大阪府出身。大阪デザイナー専門学校卒業。スタジオコクピットを経て、フリーランス。

## 概要・人物
- 1999年からアニメ－ターとして活動をはじめ、若手時代は師匠筋に当たる香川久や馬越嘉彦が関わる作品で原画を担当していた。2010年代からは『輪るピングドラム』『ジョジョの奇妙な冒険 Part4 ダイヤモンドは砕けない』などでキャラクターデザイン、『呪術廻戦』では総作画監督を担当した[2]。また2020年に出版された『アニメーターの仕事がわかる本』では、現役アニメーターとしてフリーライター餅井アンナからの質問に答える形でアニメ業界の実情や課題などを語った[3][4]。
- 2020年代以降は後進の廃業を防ぐためにインボイス制度の反対派としても活動している[5][6]。
- 後輩で弟子でもある内田陽子、NasKaらと同人サークル「TENTO」としても活動している。
- 2024年10月よりキャプテン ソラの名でVTuberとして活動開始。
- 影響を受けた作品に『聖闘士星矢』、『少女革命ウテナ』を挙げている。

## 参加作品

### テレビアニメ
2000年
- おジャ魔女どれみ♯（原画）
- 犬夜叉（原画）

2001年
- 機動天使エンジェリックレイヤー（原画）
- グラップラー刃牙（原画）

2002年
- おジャ魔女どれみドッカ〜ン!（原画）
- アベノ橋魔法☆商店街（原画）
- 最終兵器彼女（原画）
- ボンバーマンジェッターズ（原画）

2003年
- GAD GUARD（原画）
- カレイドスター（原画）
- まほろまてぃっく〜もっと美しいもの〜（原画）
- クロノクルセイド（原画）

2004年
- 十兵衛ちゃん（作画監督・作画監督補佐・原画）
- KURAU Phantom Memory（原画）
- 冒険王ビィト（原画）
- 吟遊黙示録マイネリーベ（OP原画）

2005年
- ふしぎ星の☆ふたご姫（作画監督・総作画監督・原画・レイアウト）
- 蟲師（作画監督・作画監督補佐・原画）
- 頭文字D Fourth Stage（原画）

2006年
- ふたりはプリキュア Splash Star（原画）
- 僕等がいた（作画監督・原画）
- ギャグマンガ日和2（作画）
- 家庭教師ヒットマンREBORN!
- 働きマン（原画）
- DEATH NOTE（作画監督・原画）

2007年
- おおきく振りかぶって（OP原画）
- 史上最強の弟子ケンイチ（原画）
- 天元突破グレンラガン（原画）
- Yes!プリキュア5（原画）
- ゆめだまや奇談（作画監督補佐・原画）

2008年
- Yes!プリキュア5GoGo!（原画）
- キャシャーン Sins（作画監督・作画監督補佐・レイアウト作画監督補佐・原画）

2009年
- 銀魂（原画）
- 君に届け（作画監督・原画・OP原画）
- こばと。（原画）

2010年
- ハートキャッチプリキュア!（原画）
- 学園黙示録 HIGHSCHOOL OF THE DEAD（OP原画）
- パンティ&ストッキングwithガーターベルト（原画）

2011年
- 夢喰いメリー（原画）
- 輪るピングドラム（キャラクターデザイン・総作画監督・作画監督・作画監督補佐・原画）

2012年
- 聖闘士星矢Ω（作画監督・原画）
- 謎の彼女X（原画）
- 宇宙兄弟（原画）
- スマイルプリキュア!（原画）

2013年
- サーバント×サービス（キャラクターデザイン・総作画監督、OP・ED作画監督）
- 君のいる町（キャラクターデザイン・作画監督・作画監督補佐）

2014年
- 蟲師 特別篇「日蝕む翳」（第二原画）
- 蟲師 続章（総作画監督補佐・作画監督・作画監督補佐・原画・第二原画）

2016年
- ジョジョの奇妙な冒険 ダイヤモンドは砕けない（キャラクターデザイン、OP・ED総作画監督・作画監督・作画監督協力・原画・アイキャッチ原画・第二原画）
- 魔法つかいプリキュア!（原画）

2017年
- ONE PIECE エピソードオブ東の海 〜ルフィと4人の仲間の大冒険!!〜（原画）

2018年
- ダーリン・イン・ザ・フランキス（作画監督・OP原画）
- キラキラ☆プリキュアアラモード（原画）
- 聖闘士星矢 セインティア翔（作画監督・OP原画）

2020年
- 呪術廻戦（総作画監督）
- はてな☆イリュージョン（絵コンテ・作画監督）

2023年
- るろうに剣心 -明治剣客浪漫譚- (2023)（2023年 - 2024年、キャラクターデザイン・作画監督）

2024年
- メカウデ（キャラクターデザイン・絵コンテ）

2025年
- 未ル わたしのみらい（キャラクターデザイン・作画監督・原画）

### 劇場アニメ
1999年
- 少女革命ウテナ アドゥレセンス黙示録（動画協力）

2000年
- 劇場版 おジャ魔女どれみ♯（原画）
- 劇場版ポケットモンスター 結晶塔の帝王 ENTEI（原画）

2005年
- ONE PIECE THE MOVIE オマツリ男爵と秘密の島（原画）
- 劇場版 金色のガッシュベル!! メカバルカンの来襲（原画）

2006年
- 映画 ふたりはプリキュア Splash Star チクタク危機一髪!（原画）

2007年
- 映画 Yes!プリキュア5 鏡の国のミラクル大冒険!（原画）

2008年
- 映画ドラえもん のび太と緑の巨人伝（原画）

2010年
- TRIGUN Badlands Rumble（原画）
- 映画 プリキュアオールスターズDX2 希望の光☆レインボージュエルを守れ!（原画）
- 映画 ハートキャッチプリキュア! 花の都でファッションショー…ですか!?（原画）

2012年
- ONE PIECE FILM Z（原画）

2015年
- 心が叫びたがってるんだ。（原画）

2017年
- 劇場版 はいからさんが通る（キャラクターデザイン）

2020年
- 魔女見習いをさがして（作画監督）

2021年
- 劇場版 呪術廻戦 0（サブキャラクターデザイン・総作画監督）

2022年
- RE:cycle of the PENGUINDRUM（キャラクターデザイン（川妻智美と共同））

### OVA
2000年
- ストリートファイターZERO THE ANIMATION（動画）
- ぼくたちピチューブラザーズ・風船騒動の巻（原画）

2003年
- 聖闘士星矢 冥王ハーデス冥界編 前章（原画）

2004年
- おジャ魔女どれみナ・イ・ショ（作画監督・原画）
- 低俗霊DAYDREAM（原画）
- トップをねらえ2!（原画）

2005年
- 最終兵器彼女 Another love song（原画）
- カレイドスター Legend of phoenix 〜レイラ・ハミルトン物語〜（原画）

2007年
- ARIA The OVA 〜ARIETTA〜（原画）

2010年
- 今日、恋をはじめます（原画）

2011年
- 聖闘士星矢 THE LOST CANVAS 冥王神話（原画）

### Webアニメ
2019年
- 聖闘士星矢: Knights of the Zodiac（キャラクターデザイン）

### ゲーム
2003年
- テイルズ オブ シンフォニア（原画）

### 漫画
- ウロボロスの冠（Pixivアカウントにて公開）

### その他
- 神或アルゴリズム（MV：2021年、キャラクターデザイン・原画）
- 山形日産グループ60周年記念「山形が好き、クルマが好き。」（CM：2021年、キャラクターデザイン）

## 著書
- 西位輝実、餅井アンナ『アニメーターの仕事がわかる本』玄光社、2020年。ISBN 978-4768312797。（共著）